# Hyacinthe Fourtier
 Hyacinthe Pierre Fourtier, né le 30 janvier 1849 à Constantine (Algérie) et mort le 29 décembre 1894 dans le 6e arrondissement de Paris, est un officier, photographe de l'armée et auteur d'ouvrages techniques relatifs à la photographie.

## Biographie
Hyacinthe Fourtier est le fils d'Alphonse Fourtier, caissier principal du trésor public, et de Marie Mirbeck.
À la sortie de l'école spéciale militaire de Saint-Cyr, en 1870, il est sous-lieutenant au 23e régiment d'infanterie. Il est blessé et fait prisonnier à la bataille de Beaumont (Ardennes). En 1871, il est affecté au 15e puis au 115e régiment d'infanterie où il est successivement sous-lieutenant, lieutenant (1873) puis capitaine (1880). Affecté à la commission de l'armée de Versailles, il se blesse à la main et devient attaché à l'État-major de l'armée, chargé du service de la photographie et des impressions héliographiques.
Il s'est marié le 15 juillet 1878 avec Antoinette Marie Rouget et a trois enfants. Il meurt à 45 ans.

### Décorations
Chevalier de la Légion d'honneur en 1889.

## Publications
- L'astrophotographie conférence-causerie, du  27 juin 1891, Paris, impr. Chaix, 1891, 19 p. (consultable sur Gallica)

- Les lumières artificielles en photographie étude suivie de recherches inédites sur la puissance des photo-poudres et des lampes au magnésium, Paris, Gauthier-Villars et fils, 1895, 158 p. (consultable sur Gallica)

- Les tableaux de projections mouvementés, études des tableaux mouvementés, leur confection par les méthodes photographiques, montage des mécanismes, Paris, Gauthier-Villars et fils, 1893, 95 p.(consultable sur Gallica)

- Dictionnaire pratique de chimie photographique, contenant une étude méthodique des divers corps usités en photographie, précédé des notions usuelles de chimie et suivi d'une description détaillée des manipulations photographiques, Paris, Gauthier-Villars et fils, 1892, 348 p., fig.